# توکانچه کاکل‌گندمی
توکانچه کاکل‌گندمی (نام علمی: Selenidera nattereri) نام یک گونه از سرده توکانچه‌های دورنگی است.